# Tépanèques

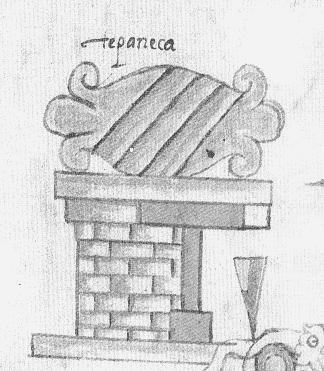
Glyphe représentant les Tépanèques (codex Azcatitlan).

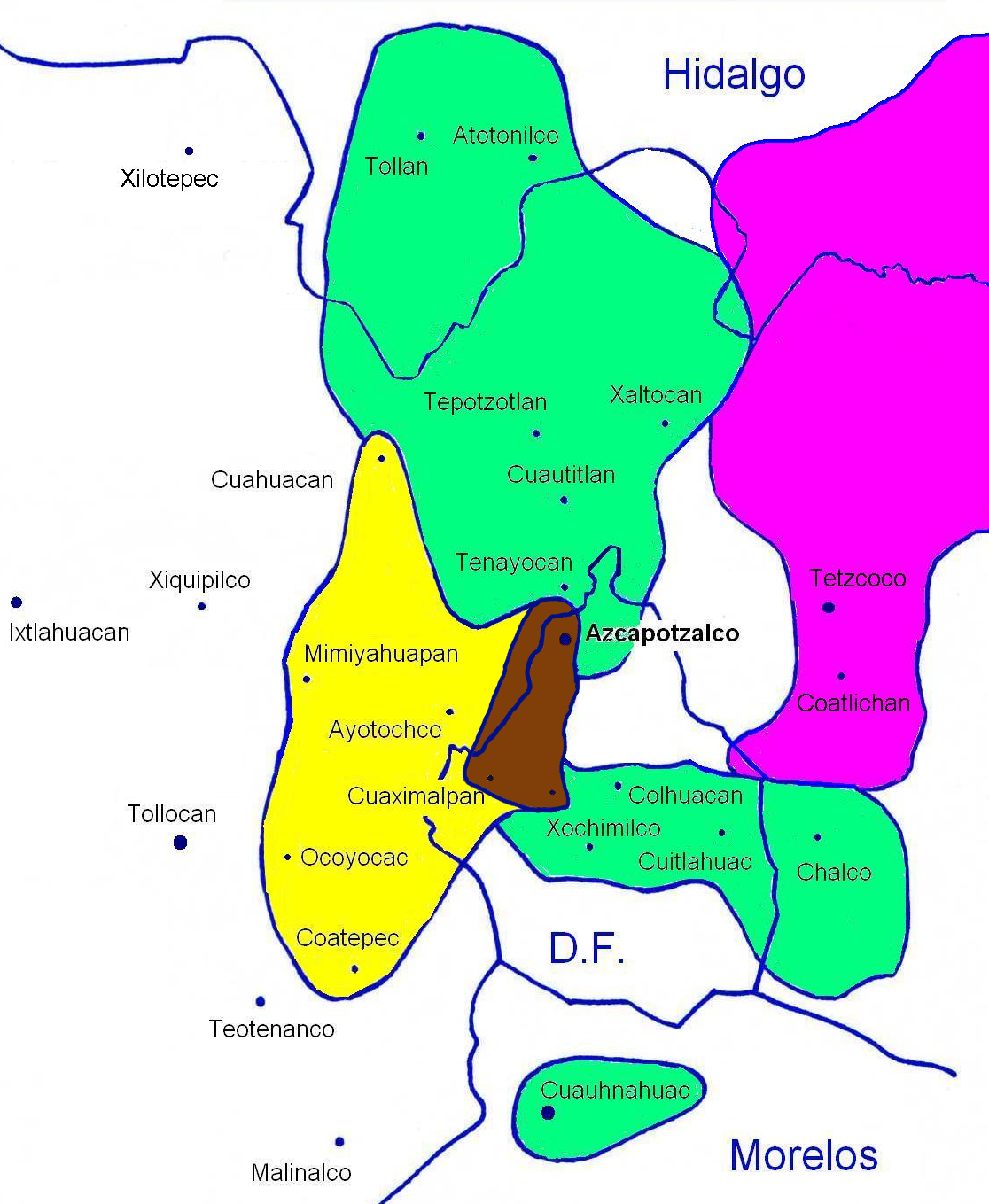
Évolution géographique du territoire tépanèque.
En marron : zone d'occupation originelle.
En jaune : première extension (1222-1283).
En vert : seconde extension (1283-1414).
En rose : extension maximale, après l'assujettissement des Acolhuas (1418).
En bleu : frontières et noms des actuels États du Mexique.

Les Tépanèques sont les descendants de l'une des sept tribus légendaires nahuas qui pénètrent au centre du Mexique après la chute de Tula à la fin du XIIe siècle. Ils sont donc apparentés aux Chichimèques et aux Aztèques.
Ils s'installent dans l'Anahuac, c’est-à-dire la vallée de Mexico et fondent la ville d'Azcapotzalco.
Le roi Tezozomochtli (ou Tezozomoc) assujettit les « altepeme » de Texcoco et Tenochtitlan. Sa fille épouse le tlatoani de Tenochtitlan, Huitzilihuitl.
Cependant, les relations se dégradent entre les deux peuples sous le règne de Maxclatl, successeur de Tezozomochtli, et une triple alliance contre les Tépanèques se noue entre les cités de Texcoco, Tenochtitlan et Tlatelolco sous l'action de Tlacaelel. Ceux-ci sont vaincus plusieurs fois vers 1428/1430.
Azcapotzalco est prise en 1430 et entièrement détruite, tandis que Maxclatl est tué. Les territoires tépanèques sont intégrés dans l'empire aztèque qui commence à se constituer.